# Гамба, Крещенцо делла

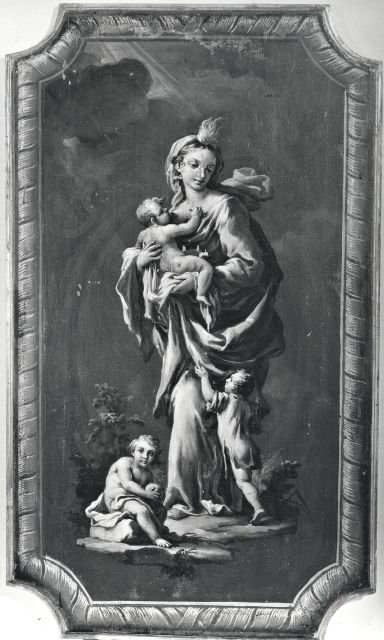
Крещенцо делла Гамба. Аллегория «Благотворительность»

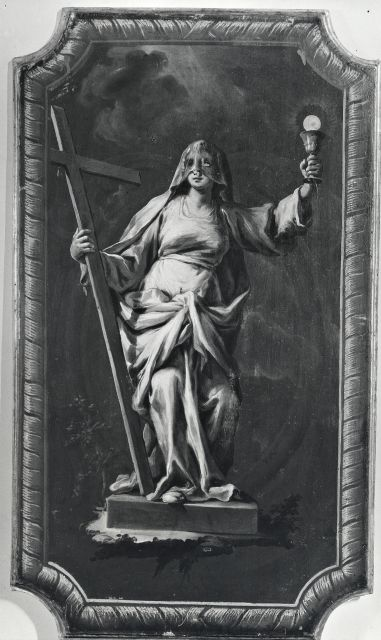
Крещенцо делла Гамба. Аллегория della Fede

Крещенцо делла Гамба (итал. Crescenzo della Gamba; до 1750 — не ранее 1783, Неаполитанское королевство) — итальянский художник эпохи позднего барокко, работавший в Неаполе во второй половине XVIII века. Представитель неаполитанской школы живописи.
Творил под влиянием Франческо Солимена. Расписал алтарь, изображающий экспозицию мертвого Христа с ангелами для церкви Пьета-деи-Туркини (Pietà dei Turchini) и потолок базилики Сан-Пьетро-ин-Винколи в Неаполе, потолок Театрино делла Корте, написал картину «Аполлон, убивающего змея» в Королевском дворце в Казерте.
Автор нескольких аллегорических картин.